# نورمن شوارتسکف (پدر)

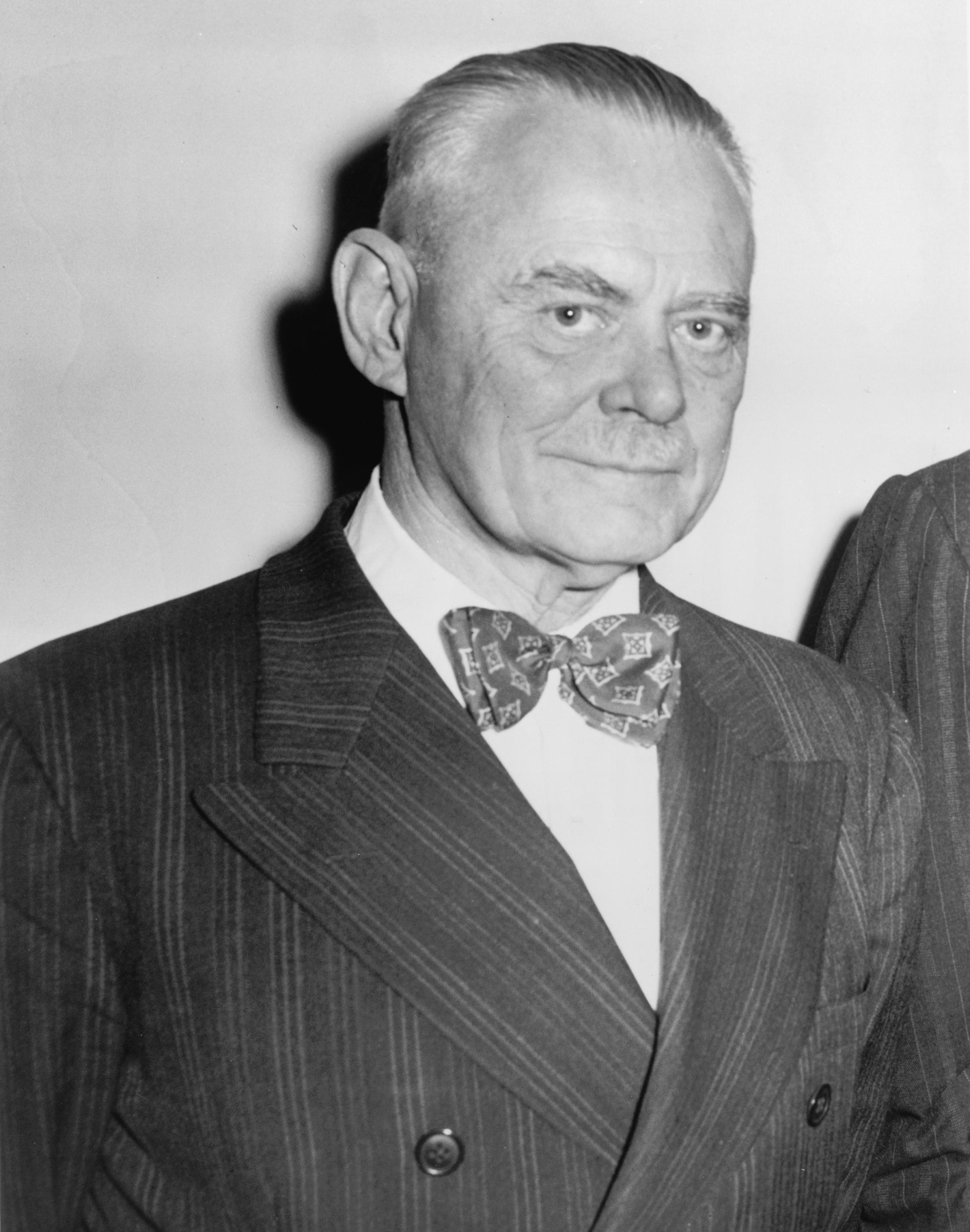
نورمن شوارتسکف

هربرت نورمن شوارتسکف (به انگلیسی: Herbert Norman Schwarzkopf) (زادهٔ ۲۸ اوت ۱۸۹۵ – درگذشتهٔ ۲۵ نوامبر ۱۹۵۸) سرلشکر (ژنرال دوستارهٔ) آمریکایی از افسران عالیرتبهٔ سازمان اطلاعات مرکزی آمریکا (سیا) و از چهره‌های پشت پردهٔ کودتای ۲۸ مرداد بود.

## نظامی
ژنرال شوارتسکف، فارغ‌التحصیل مدرسهٔ نظامی وست پوینت، و رئیس پلیس ایالت نیوجرسی بود که در جریان بازجویی ماجرای ربودن کودک لیندبرگ، به اشتهار رسیده بود.

## حضور در ایران
با شروع جنگ جهانی دوم مجدداً به ارتش پیوست و به ایران اعزام شد. فرمانده متفقین، او را مأمور تبدیل ژاندارمری ایران که بر اثر اشغال ایران توسط متفقین نامنظم شده بود، به یک واحد ورزیده کرد که وی با شور و شوق این مأموریت را پذیرفت. در طول ۶ سال، در شرایط بحرانی مانند بلوای نان یا اعتراضات دیگر او و ژاندارمری کل کشور برای سرکوبی حضور می‌یافتند.
وی ابتدا رئیس هیئت مستشاران آمریکایی (بعدها به اداره مستشاری ارتش ایران تبدیل شد) ژاندارمری ایران در سال‌های ۴۰ میلادی بود که بعدها به‌طور مخفیانه برای سازماندهی کودتای ۲۸ مرداد به ایران بازگشت. وی کسی است که در دیدار با شاه او را مجاب به نوشتن فرمان نصب فضل‌الله زاهدی کرد.
شوارتزکوف بعدها پلیس مخفی ایران (بعدتر تبدیل به ساواک شد) ایجاد کرد.
پسر وی ژنرال نورمن شوارتسکف جونیور در مقام فرمانده عملیات طوفان صحرا در سال ۹۱–۱۹۹۰ به منطقه بازگشت و تأثیری ماندگار بر تاریخ منطقه باقی گذارد.